# Răchitoasa (gmina)
Răchitoasa – gmina w Rumunii, w okręgu Bacău. Obejmuje miejscowości Barcana, Bucșa, Buda, Burdusaci, Dănăila, Dumbrava, Farcașa, Fundătura Răchitoasa, Hăghiac, Magazia, Movilița, Oprișești, Putini, Răchitoasa i Tochilea. W 2011 roku liczyła 5080 mieszkańców.